# Tennistavolo ai Giochi della XXXII Olimpiade - Squadre maschile
Il torneo a squadre maschile di tennistavolo si è svolto dal primo al 6 agosto 2021 al Tokyo Metropolitan Gymnasium di Tokyo.
Il torneo è stato vinto dalla squadra cinese.

## Teste di serie
| Rank | Squadra       | Atleti (ranking al 19 luglio) | Atleti (ranking al 19 luglio) | Atleti (ranking al 19 luglio) |
| ---- | ------------- | ----------------------------- | ----------------------------- | ----------------------------- |
| 1    | Cina          | Fan Zhendong                  | Ma Long                       | Xu Xin                        |
| 2    | Germania      | Dimitrij Ovtcharov            | Patrick Franziska             | Timo Boll                     |
| 3    | Giappone      | Jun Mizutani                  | Kōki Niwa                     | Tomokazu Harimoto             |
| 4    | Corea del Sud | Jang Woo-jin                  | Jeoung Young-sik              | Lee Sang-su                   |
| 5    | Svezia        | Anton Källberg                | Kristian Karlsson             | Mattias Falck                 |
| 6    | Brasile       | Gustavo Tsuboi                | Hugo Calderano                | Vitor Ishiy                   |
| 7    | Taipei cinese | Chen Chien-an                 | Chuang Chih-yuan              | Lin Yun-ju                    |
| 8    | Francia       | Alexandre Cassin              | Emmanuel Lebesson             | Simon Gauzy                   |
| 9    | Portogallo    | João Monteiro                 | Marcos Freitas                | Tiago Apolónia                |
| 10   | Croazia       | Andrej Gaćina                 | Frane Tomislav Kojić          | Tomislav Pucar                |
| 11   | Hong Kong     | Ho Kwan Kit                   | Lam Siu Hang                  | Wong Chun Ting                |
| 12   | Slovenia      | Bojan Tokič                   | Darko Jorgić                  | Deni Kožul                    |
| 13   | Egitto        | Ahmed Saleh                   | Khalid Assar                  | Omar Assar                    |
| 14   | Stati Uniti   | Kanak Jha                     | Nikhil Kumar                  | Xin Zhou                      |
| 15   | Serbia        | Dimitrije Levajac             | Marko Jevtović                | Žolt Peto                     |
| 16   | Australia     | Chris Yan                     | David Powell                  | Hu Heming                     |

## Risultati
| Ottavi di finale | Ottavi di finale | Ottavi di finale |  |  | Quarti di finale | Quarti di finale | Quarti di finale |  |  | Semifinale | Semifinale    | Semifinale |  |                 | Finale          | Finale          | Finale |
|                  |                  |                  |  |  |                  |                  |                  |  |  |            |               |            |  |                 |                 |                 |        |
| 1                | Cina             | 3                |  |  |                  |                  |                  |  |  |            |               |            |  |                 |                 |                 |        |
| 13               | Egitto           | 0                |  |  | 1                | Cina             | 3                |  |  |            |               |            |  |                 |                 |                 |        |
| 11               | Hong Kong        | 0                |  |  | 8                | Francia          | 0                |  |  |            |               |            |  |                 |                 |                 |        |
| 8                | Francia          | 3                |  |  |                  |                  |                  |  |  | 1          | Cina          | 3          |  |                 |                 |                 |        |
| 6                | Brasile          | 3                |  |  |                  |                  |                  |  |  | 4          | Corea del Sud | 0          |  |                 |                 |                 |        |
| 15               | Serbia           | 2                |  |  | 6                | Brasile          | 0                |  |  |            |               |            |  |                 |                 |                 |        |
| 12               | Slovenia         | 1                |  |  | 4                | Corea del Sud    | 3                |  |  |            |               |            |  |                 |                 |                 |        |
| 4                | Corea del Sud    | 3                |  |  |                  |                  |                  |  |  |            |               |            |  |                 | 1               | Cina            | 3      |
| 3                | Giappone         | 3                |  |  |                  |                  |                  |  |  |            |               |            |  |                 | 2               | Germania        | 0      |
| 16               | Australia        | 0                |  |  | 3                | Giappone         | 3                |  |  |            |               |            |  |                 |                 |                 |        |
| 14               | Stati Uniti      | 1                |  |  | 5                | Svezia           | 1                |  |  |            |               |            |  |                 |                 |                 |        |
| 5                | Svezia           | 3                |  |  |                  |                  |                  |  |  | 3          | Giappone      | 2          |  |                 |                 |                 |        |
| 7                | Taipei cinese    | 3                |  |  |                  |                  |                  |  |  | 2          | Germania      | 3          |  |                 |                 |                 |        |
| 10               | Croazia          | 0                |  |  | 7                | Taipei cinese    | 2                |  |  |            |               |            |  | Finale 3º posto | Finale 3º posto | Finale 3º posto |        |
| 9                | Portogallo       | 0                |  |  | 2                | Germania         | 3                |  |  |            |               |            |  |                 | 4               | Corea del Sud   | 1      |
| 2                | Germania         | 3                |  |  |                  |                  |                  |  |  |            |               |            |  |                 | 3               | Giappone        | 3      |